# Japan Foundation
Japan Foundation (japonsky 国際交流基金, Kokusai kórjú kikin, česky Nadace pro mezinárodní výměnu) je japonská kulturní instituce, jejímiž úkoly jsou podpora a šíření japonského jazyka a kultury v zahraničí. Japan Foundation je zastoupena 21 pobočkami v 19 zemích. Hlavní sídlo je v Tokiu a vedle něj funguje ještě kancelář v Kjótu.

## Historie

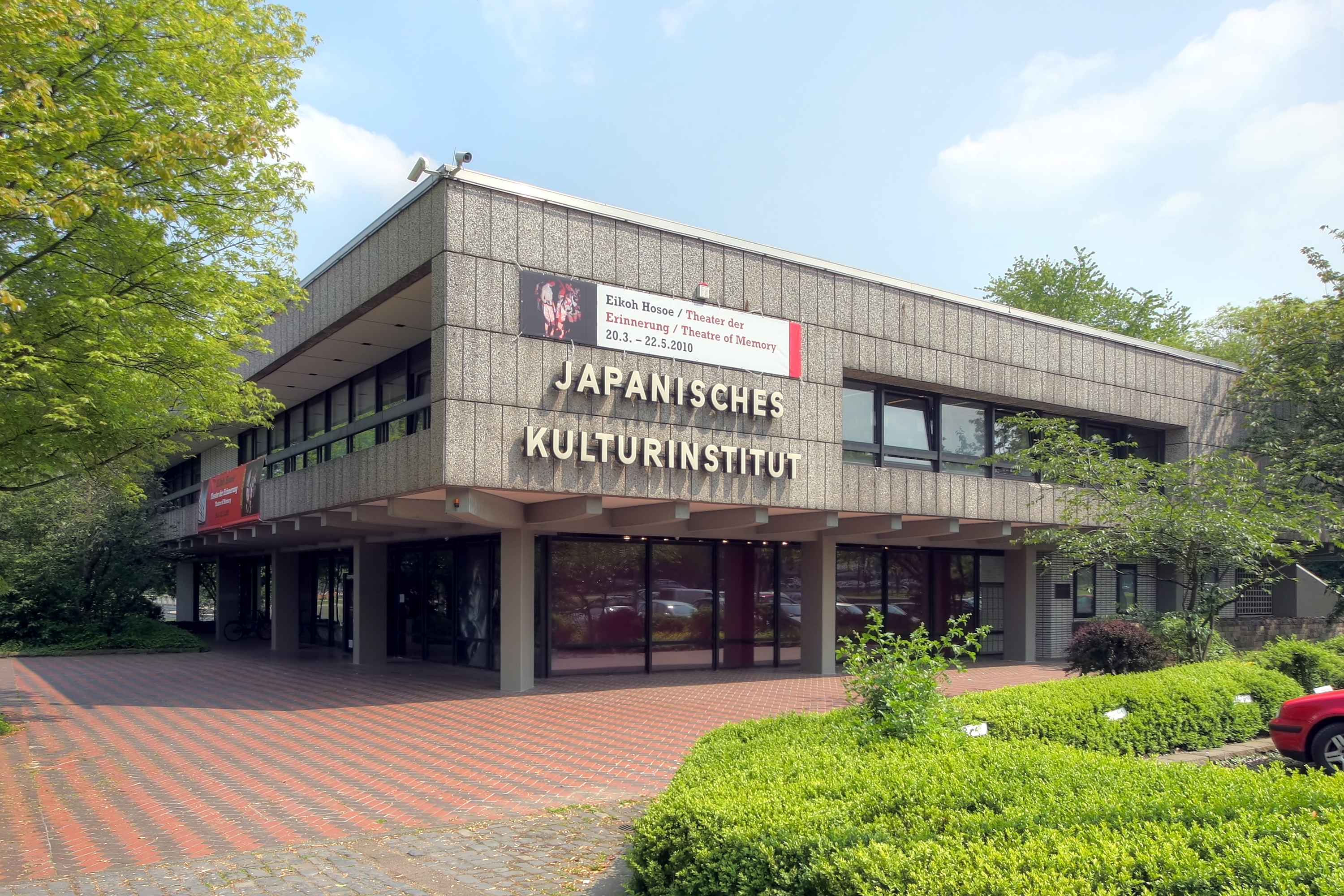
Sídlo pobočky v Kolíně nad Rýnem

Instituce byla založena v roce 1972. Od 1. října 2003 je podřízena japonskému ministerstvu kultury. K podpoře kulturní výměny mezi Japonskem a zahraničím slouží zahraniční pobočky, které organizují různé akce a nabízejí jazykové kurzy, kde je možné získat jazykový certifikát Japanese Language Proficiency Test (JLPT).
Japan Foundation v současné době v České republice neexistuje. Za institut ve střední a východní Evropě odpovídá pobočka v Budapešti.

## Seznam poboček
- Austrálie – Sydney
- Brazílie – São Paulo
- Čína – Peking
- Egypt – Káhira
- Filipíny – Manila
- Francie – Paříž (Dům japonské kultury)
- Indie – Nové Dillí
- Indonésie – Jakarta
- Itálie – Řím
- Japonsko – Tokio (centrála) a Kjóto
- Jižní Korea – Soul
- Kanada – Toronto
- Maďarsko – Budapešť
- Malajsie – Kuala Lumpur
- Mexiko – Mexiko
- Německo – Kolín nad Rýnem
- Spojené království – Londýn
- Thajsko – Bangkok
- USA – Los Angeles a New York